# من أجل امرأة (فلم)
من أجل امرأة فيلم مصري من إنتاج عام 1959. قصة الفيلم مأخوذة عن الفيلم الأمريكي تعويض مزدوج (فيلم).

## قصة الفيلم
يذهب مندوب التأمين لعميل ثري لعمل بوليصة تأمين، الثري متزوج من شابه جميلة تغريه حتى يقع في شباكها وتتوطد علاقتهما، تعرض عليه الخلاص من زوجها ثم الاستيلاء على قيمة بوليصة التأمين، يموت الزوج، تذهب للشركة لقبض مبلغ التأمين إلا أن الشركة تساورها الشكوك حول وفاة الزوج وترجح أنه مات بطريقة غير طبيعية خاصة أن الزوجة كانت تعمل ممرضه قبل زواجها، يعلم مندوب التأمين هذه المعلومة والذي كان وراءها الاستيلاء على ثروة الزوج يذهب للقائها فيفاجئها في أحضان عشيقها فيقتلها إلا أنها تطلق عليه الرصاص فتصيبه وعلى فراش الموت بالمستشفى يعترف بالحقيقة كاملة ثم يلفظ أنفاسه الأخيرة .

## بطولة
- ليلى فوزي
- عمر الشريف
- محمود المليجي
- آمال فريد
- زكي طليمات
- يوسف فخر الدين
- فؤاد شفيق
- لطفي الحكيم
- محمد صبيح

## روابط خارجية
- مقالات تستعمل روابط فنية بلا صلة مع ويكي بيانات